# Сєдих Наталія Євгенівна
Наталія Євгенівна Сєдих (рос. Наталья Евгеньевна Седых; 10 липня 1948, Москва) — радянська і російська актриса театру і кіно, артистка балету Великого театру (з 1969). Починала кар'єру як фігуристка.

## Біографія
Наталія Євгенівна народилася 10 липня 1948 року. У віці чотирьох років вперше встала на ковзани і незабаром прославилася як «найменша фігуристка Радянського Союзу».
Запам'яталася радянському глядачеві як Настенька з фільму-казки «Морозко» 1964 року народження, на головну роль якого її взяв режисер Олександр Роу, що випадково побачив тоді ще п'ятнадцятирічну дівчину по ТБ в номері фігурного катання «Вмираючий лебідь». У 1968 році вона знялася ще в одному фільмі-казці Олександра Роу «Вогонь, вода та... мідні труби».

## Фільмографія
| Год  | Фильм                          | Роль              |
| ---- | ------------------------------ | ----------------- |
| 1963 | Штрафний удар                  | фигуристка        |
| 1964 | Морозко                        | Настенька         |
| 1965 | Діти Дон Кіхота                | Мотя              |
| 1968 | Вогонь, вода та... мідні труби | Алёнушка          |
| 1969 | Блакитний лід                  | Елена Берестова   |
| 1970 | Любов до трьох апельсинів      | Принцесса Нинетта |
|      |                                |                   |
| 1978 | По вулицях комод водили        | свидетельница     |
| 1990 | Гамбринус                      |                   |
| 1994 | Я свободен, я ничей            | гостья            |
| 1994 | Трень-брень                    | кинодевушка       |
| 1999 | Два Набоковых                  | Нора              |
| 2000 | Синоптик                       | дама              |
| 2007 | Лучшее время года              | Катя              |
| 2010 | Перемирие                      | доктор из Москвы  |